# إيرين بولو
إيرين بولو (بالإسبانية: Irene Polo) هي مترجمة وصحفية إسبانية، ولدت في 27 نوفمبر 1909 في برشلونة في إسبانيا، وتوفيت في 3 أبريل 1942 في بوينس آيرس في الأرجنتين.